# Hale's Location
Hale's Location es un municipio ubicado en el condado de Carroll en el estado estadounidense de Nuevo Hampshire. En el año 2010 tenía una población de 120 habitantes y una densidad poblacional de 18,67 personas por km².

## Geografía
Hale's Location se encuentra ubicado en las coordenadas 44°2′19″N 71°10′17″O / 44.03861, -71.17139. Según la Oficina del Censo de los Estados Unidos, el municipio tiene una superficie total de 6.43 km², de la cual 6,43 km² corresponden a tierra firme y (0 %) 0 km² es agua.

## Demografía
Según el censo de 2010, había 120 personas residiendo en Hale's Location. La densidad de población era de 18,67 hab./km². De los 120 habitantes, Hale's Location estaba compuesto por el 100 % blancos. Del total de la población el 0 % eran hispanos o latinos de cualquier raza.